# City of Portsmouth
City of Portsmouth är en enhetskommun i Hampshire i England,  Storbritannien. Kommunen har 208 420 invånare (2022). Huvudort är Portsmouth.
Större orter i kommunen förutom Portsmouth är Cosham och Southsea. Kommunen är inte indelad i civil parishes.